# Sarsfield (Ontario)
Le village de Sarsfield, Ontario, est situé à l'extrémité de la ville d'Ottawa.
Les premiers habitants de Sarsfield étaient majoritairement des Canadiens français du Bas-Canada. En 1854, plusieurs familles, notamment les St-Denis, les Potvin, les D'Aoust, les Lafrance, les Dessaint, les Éthier, vont s'établir dans la région en achetant des concessions à bas prix. Sévère D'Aoust et son frère, Onézime, bâtirent la première église de la région. La construction de l'église Saint Hugues fut si symbolique que le village pris le nom D'Aoust's Corner.
Le village est nommé Sarsfield pour la première fois en 1874, alors qu'un couple d'Irlandais ouvre le premier bureau de poste de la ville et nomme la ville selon un héros irlandais : Patrick Sarsfield.
En 2000, le canton de Cumberland s'est amalgamé à la ville d'Ottawa.